# Hloží
Hloží je přírodní rezervace severně od obce Velká nad Veličkou v okrese Hodonín. Oblast spravuje Agentura ochrany přírody a krajiny ČR .

## Ochrana
Přírodní rezervace je určena k ochraně xerotermných společenství na mělkých půdách s výskytem vzácných druhů rostlin a živočichů.
Na území se vyskytuje řada vzácných druhů bezobratlých jako například Modrásek černoskvrnný (Maculinea arion), střevlík Scheidlerův (Carabus scheidleri), Střevlík Ullrichův (Carabus ulrichii), majka obecná (meloe proscarabaeus), řada druhů mravenců (Formica spp.) a blanokřídlého hmyzu( Bombus spp. ).
Rovněž je zde řada vzácných druhů rostlin jako například bohatá populace Tořič čmelákovitý Holubyho (Ophrys holoserica subsp. holubyana), Vstavač osmahlý (Orchis ustulata) nebo vemeník zelenavý (Platanthera chlorantha).